# Musée Dhondt-Dhaenens

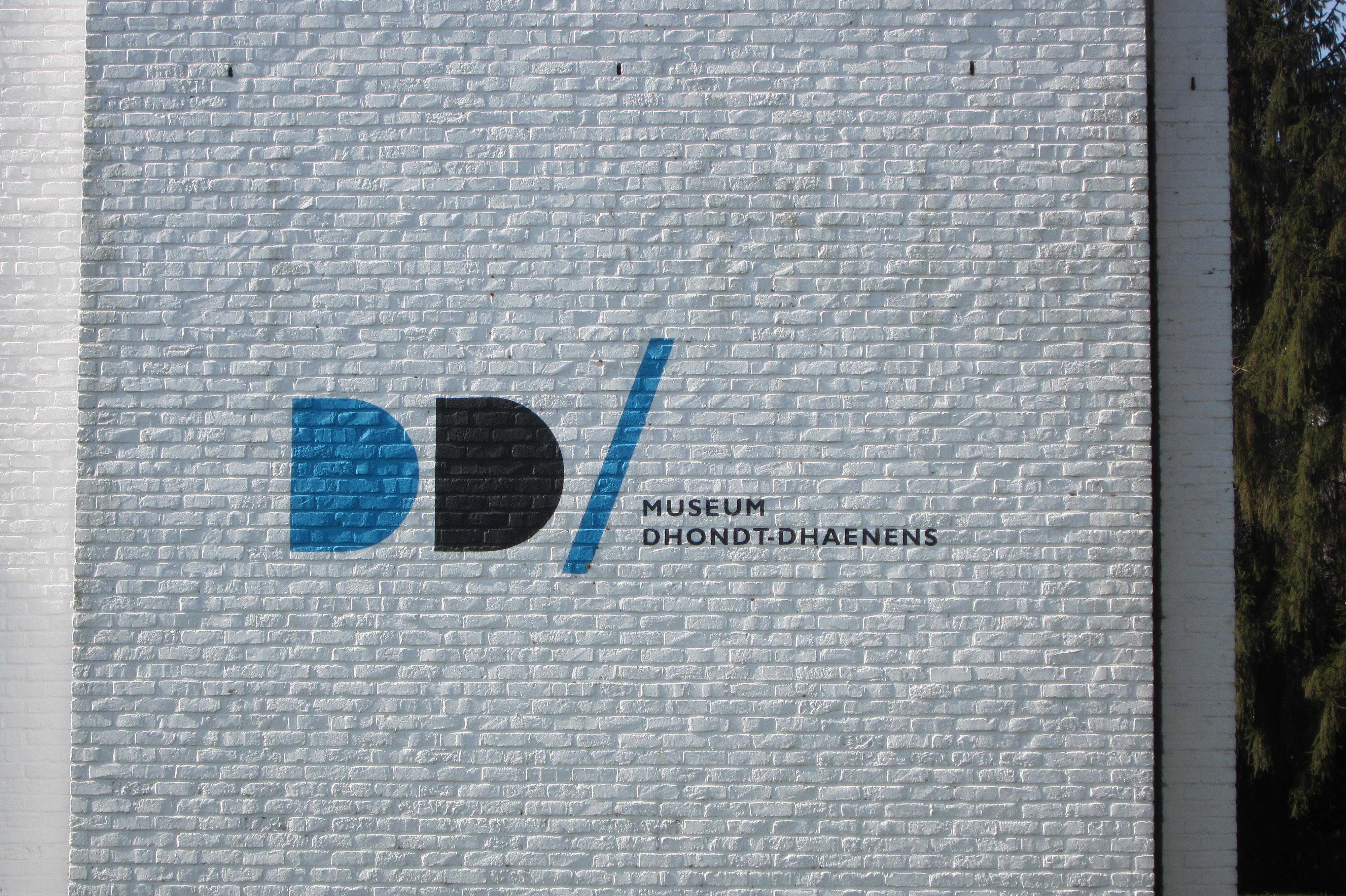
Logo du musée Dhondt-Dhaenens

Le musée Dhondt-Dhaenens (MDD, en néerlandais : Museum Dhondt-Dhaenens) est un musée d'art situé à Deurle, un village de la province belge de Flandre-Orientale. 

## Histoire

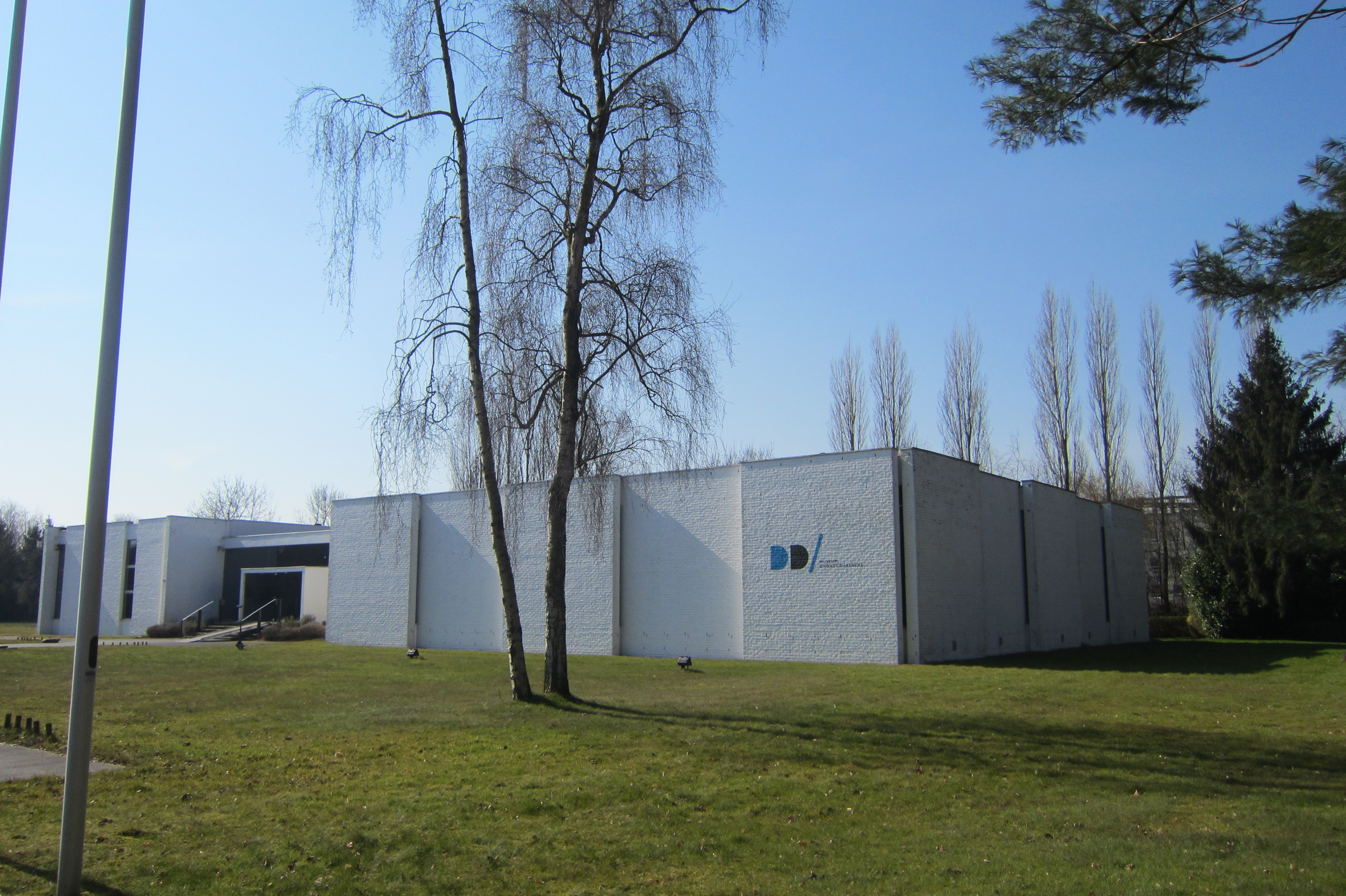
Musée Dhondt-Dhaenens (2014).

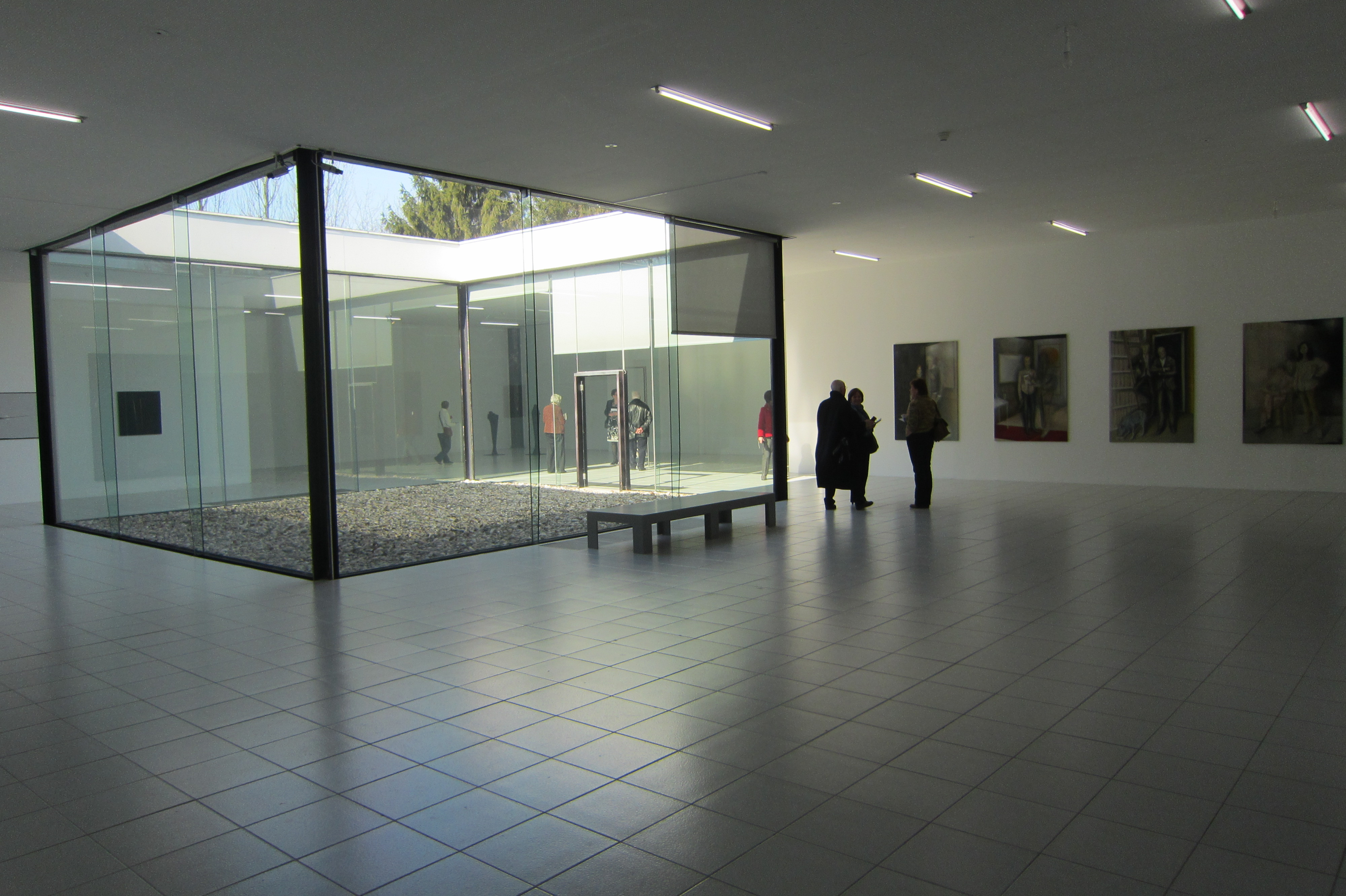
Intérieur du musée Dhondt-Dhaenens (2014).

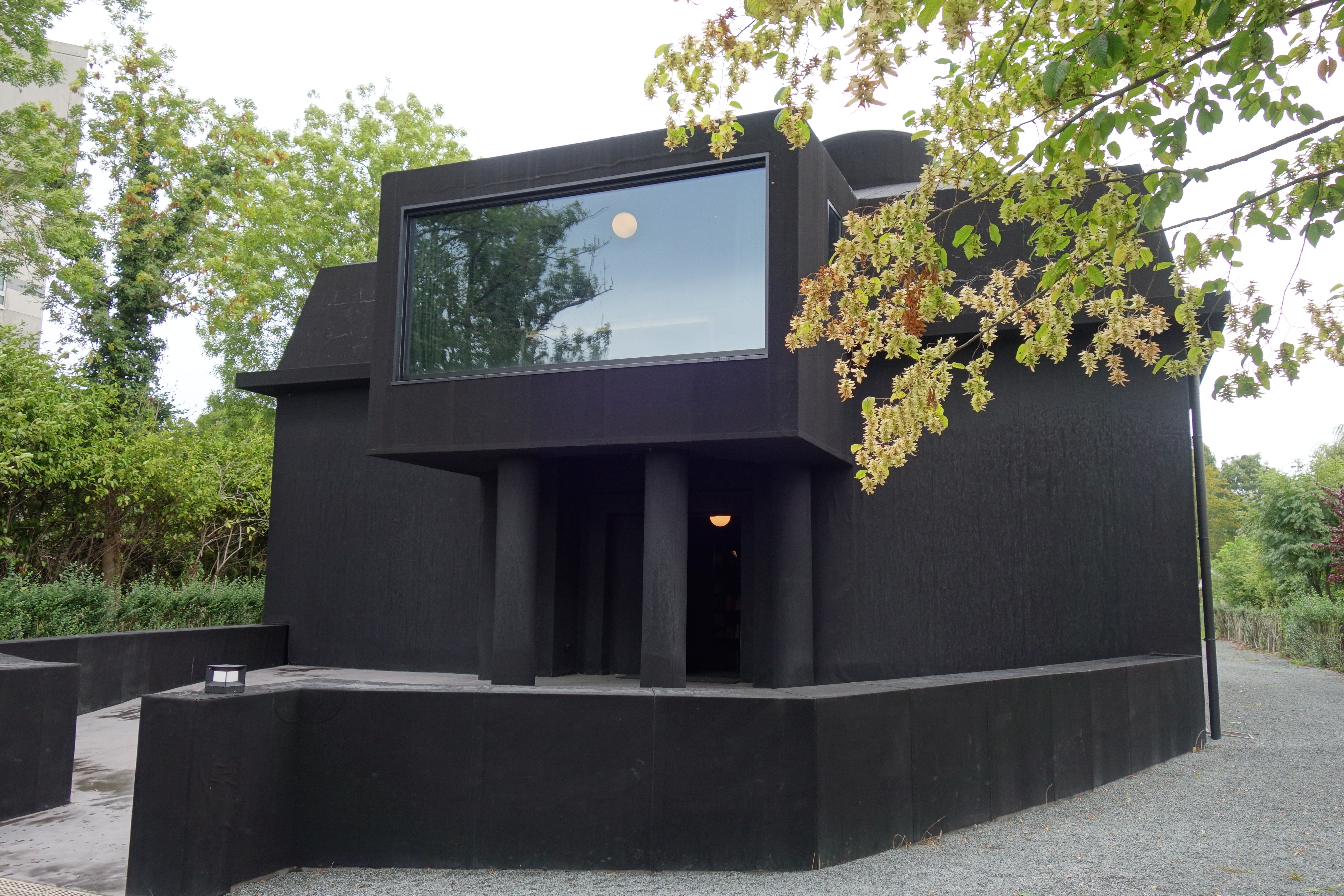
Ancienne villa Meander, maintenant Wunderkammer avec une large vue panoramique sur les méandres de la Lys.

Le couple Jules et Irma Dhondt-Dhaenens prend l'initiative en 1967 de mettre en place un musée dans le Deurle rural au milieu d'un quartier résidentiel d'après un projet de l'architecte Erik Van Biervliet dans lequel ils présentent leur collection privée d'œuvres visuelles, principalement d'artistes flamands, collectées depuis 1920. 

### La résidenceWunderkammer
En 2018, le musée est agrandi avec un Wunderkammer, situé dans la Villa Meander à proximité du bâtiment du musée d'origine. L'artiste visuel Hans Op de Beeck transforme l'ancienne villa en un Gesamtkunstwerk intégrant la bibliothèque personnelle de Jan Hoet, ancien directeur du SMAK. Le Wunderkammer propose un espace de résidence aux artistes, chercheurs et commissaires d'exposition et vise ainsi à stimuler le dialogue, la réflexion et la recherche. En plus de l'installation sur le site de l'abbaye de Herkenrode à Hasselt et au Towada Art Center au Japon, cette Wunderkammer est la troisième œuvre permanente de Hans Op de Beeck.   

## Collection
La collection permanente comprend des œuvres de James Ensor, Gustave de Smet, Henri Evenepoel, Léon de Smet, Valerius De Saedeleer, Constant Permeke, Albert Servaes, Frits van den Berghe et Gustave van de Woestijne. Des artistes contemporains y ont également leur place. Des œuvres de David Tremlett, Marthe Wéry, Richard Venlet, Marcel Maeyer, Joëlle Tuerlinckx, Koen Theys et Raoul De Keyser sont exposées.   
Fenster, une œuvre de l'artiste allemande Isa Genzken attire le regard dans le jardin. 

## Galerie

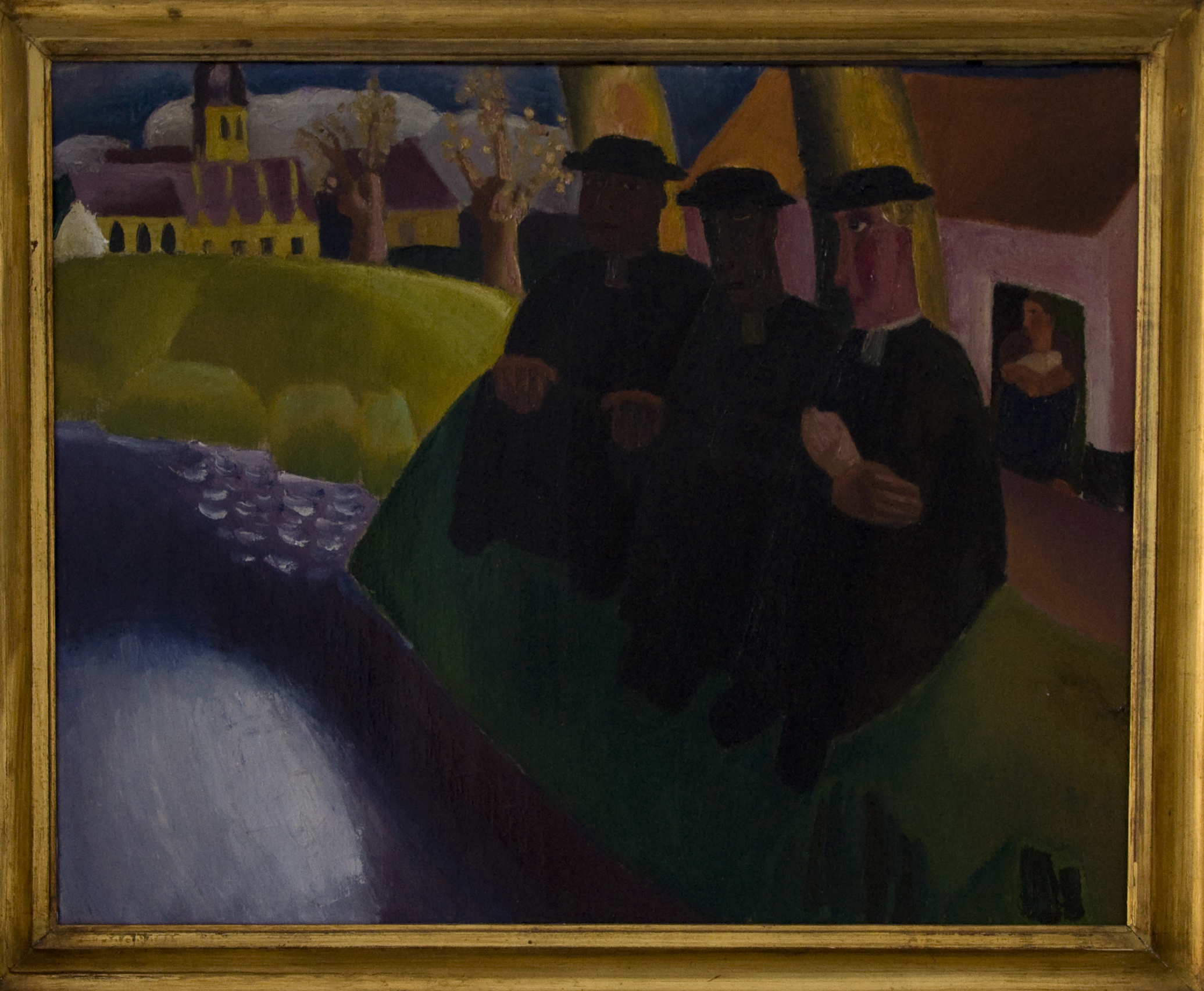
Pêcheurs sur la Lys (1923) de Frits van den Berghe
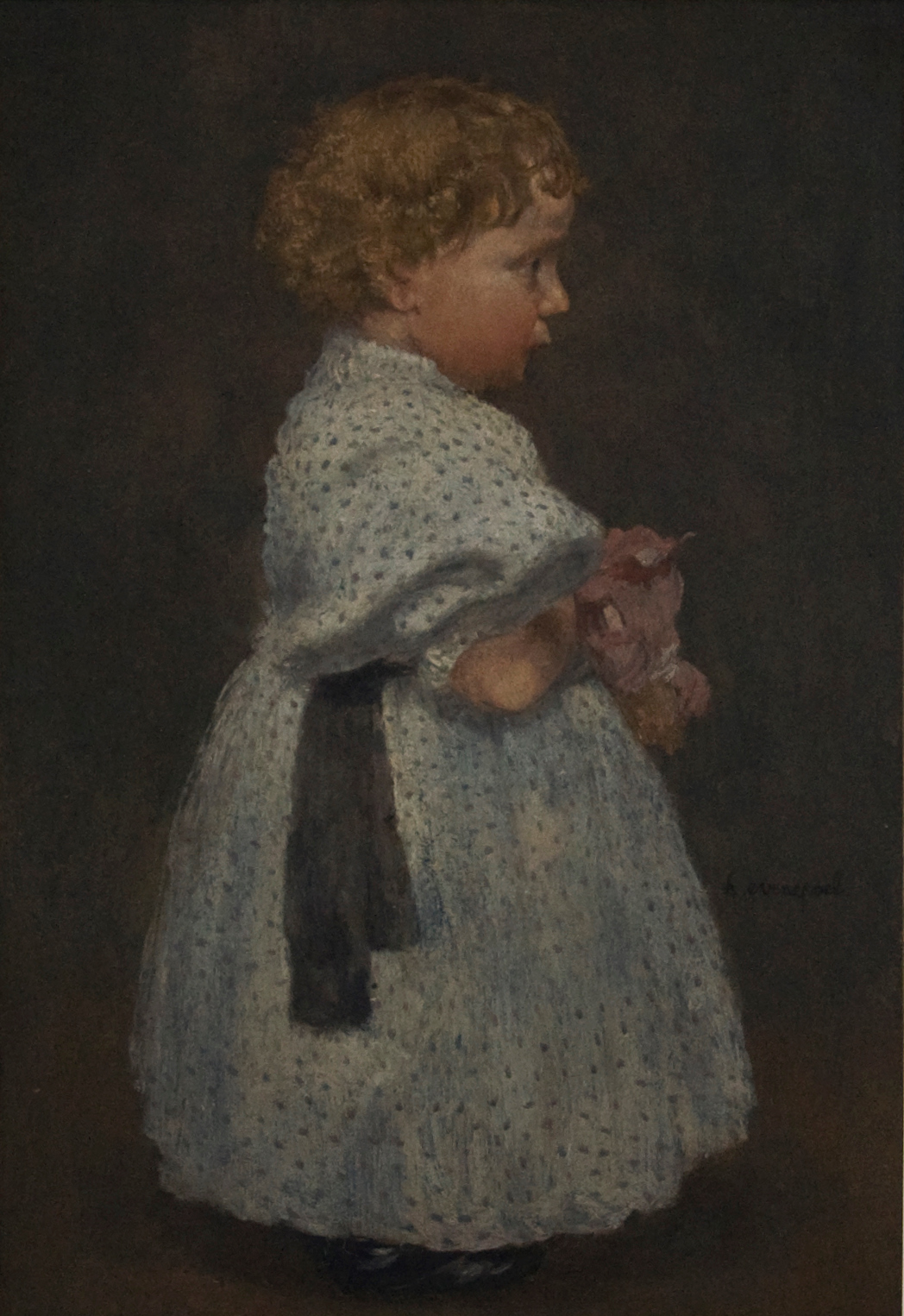
La Fille d'Henri Matisse par Henri Evenepoel
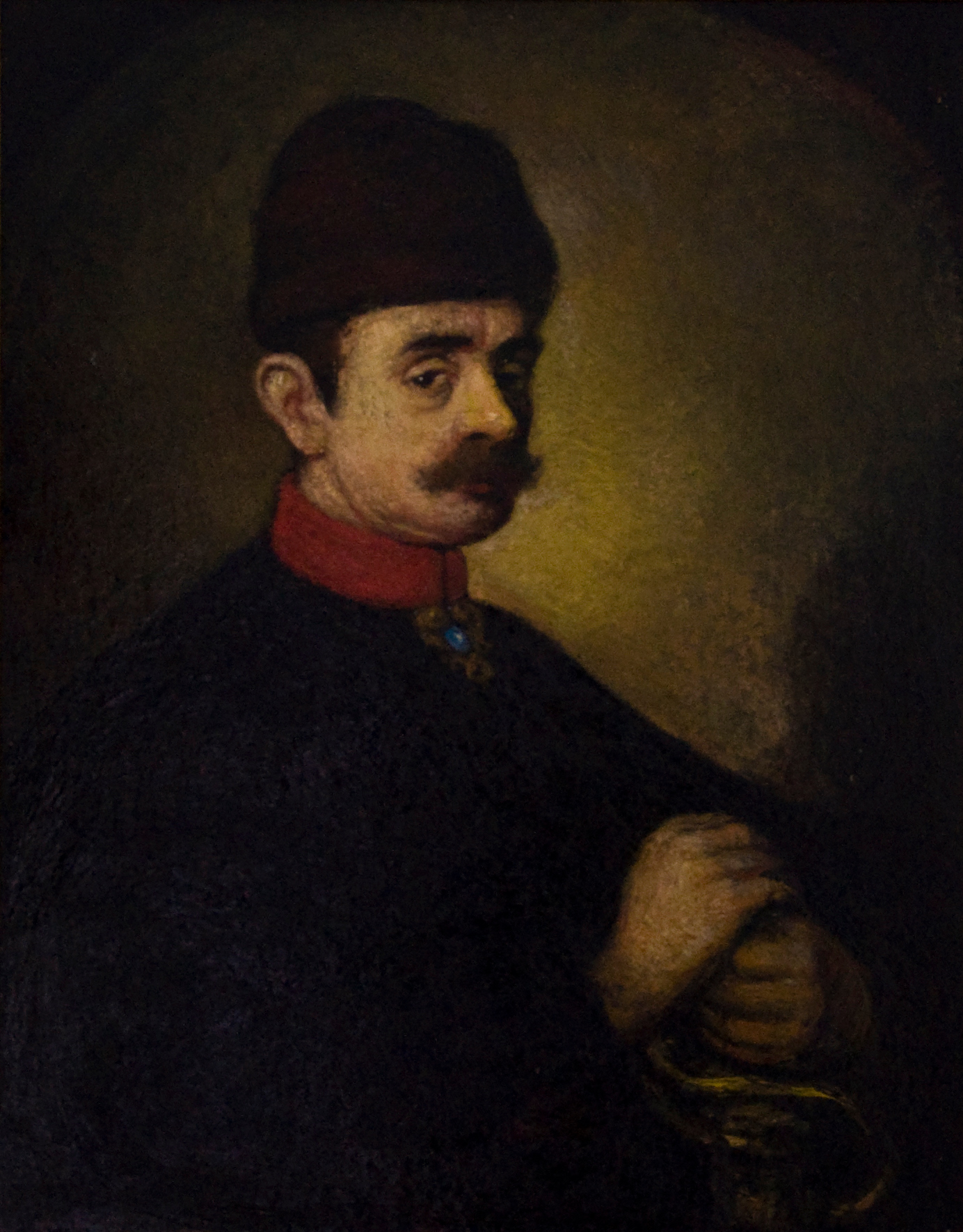
Homme au chapeau de fourrure de Jacob Smits
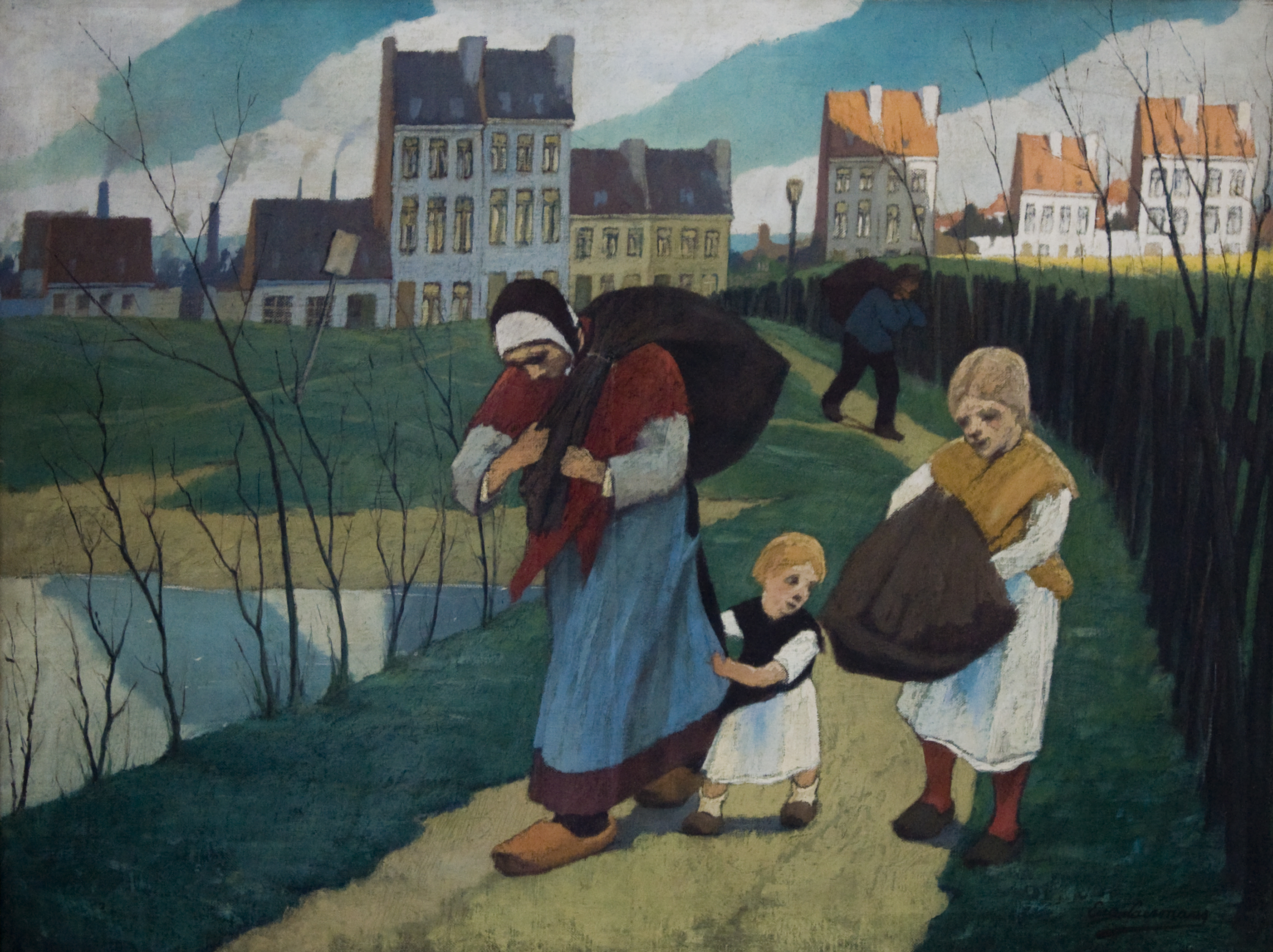
Les Chiffonniers (1914) d'Eugène Laermans
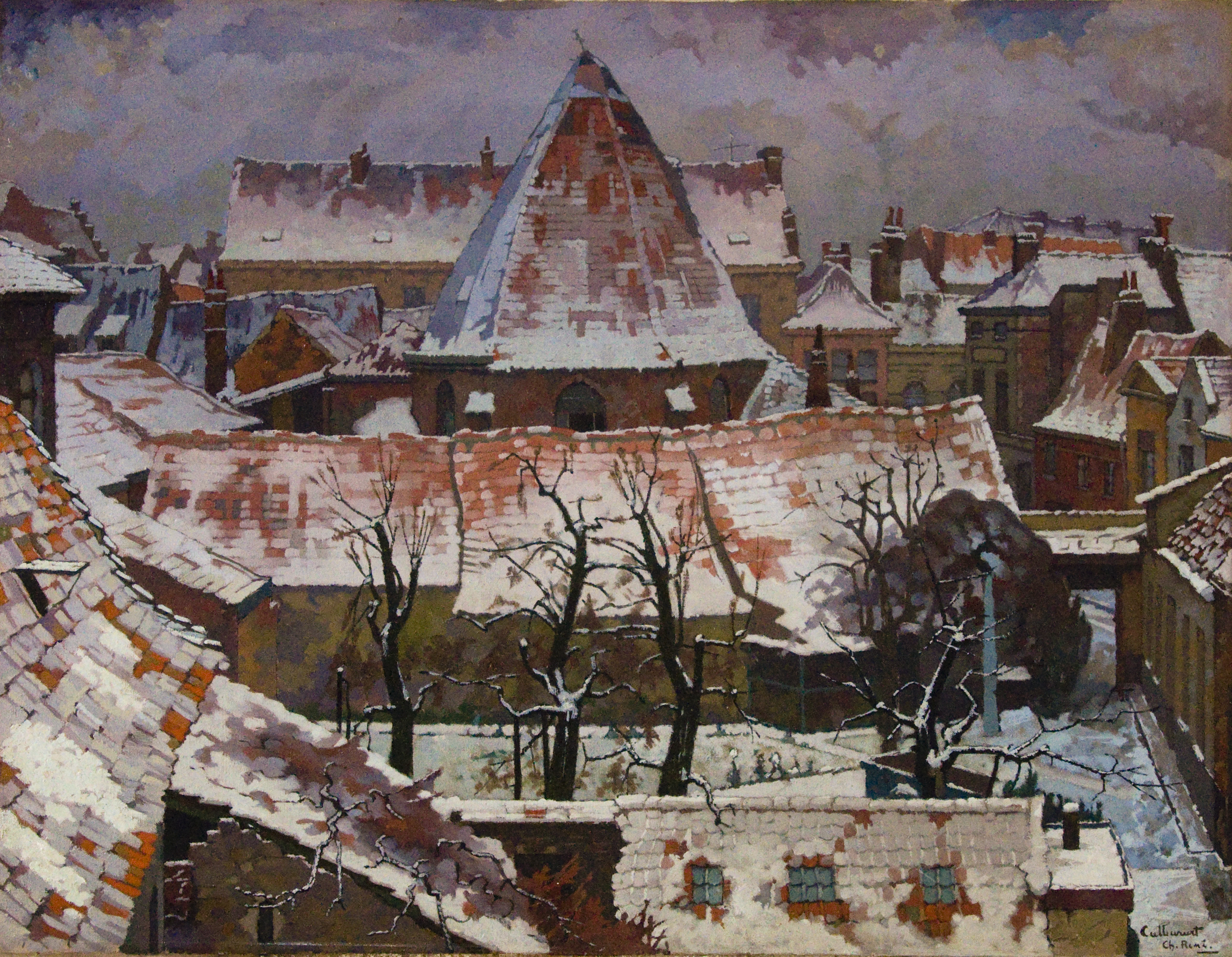
Da Daken (1923) de Charles-René Callewaert